# Instagram (песня, 2019)
«Instagram» — песня бельгийского дуэта Dimitri Vegas & Like Mike, французского диджея Давида Гетта, пуэрто-риканского рэпера Дэдди Янки, голландского диджей-дуэта Afro Bros и доминиканской певицы Натти Наташи. Она была выпущена 5 июля 2019 года лейблом Smash the House. Она рассказывает об одноимённой популярной соцсети. Сингл достиг десятки лучших в Бельгии и Нидерландах и стал самым популярным синглом Dimitri Vegas and Like Mike в Shazam.

## Предыстория
18 июня 2019 года, Натти Наташа и Дэдди Янки анонсировали песню в своих соцсетях, выложив фотографии, снятых в Ивисе, Испания. Наташа также опубликовала благодарственное видео, называя это «удивительным моментом».

## Композиция
Авторами песни выступили Давид Гетта, Франческа Ричард, Димитрий Тивайос, Майкл Тивайос, Рамон Луис Айала Родригес, Джордано М.С. Ашруф, Наталья Александра Гутьеррес Батиста, Рашид М.С. М. Бадлое и Шареф М.Р. Бадлое, продюсерами — Dimitri Vegas & Like Mike, Давид Гетта и Afro Bros.
Сингл написан на английском и испанском языках и рассказывает об Instagram и слава на этой платформе, ссылаясь на мультфильм «Питер Пэн». Музыка написана под влиянием реггетона. Это одна из немногих откровенных песен Dimitri Vegas & Like Mike.

## Музыкальное видео
Музыкальное видео вышло 5 июля 2019 года на YouTube. Съёмки проходили в Ивисе. В видео представлены диджеи, Наташа и Дэдди Янки на вечеринке, когда они используют Instagram и делают селфи.

## Чарты
| Чарт (2019–2020)                           | Высшая позиция |
| ------------------------------------------ | -------------- |
| Австрия (Ö3 Austria Top 40)                | 42             |
| Бельгия/Фландрия (Ultratop 50)             | 7              |
| Бельгия/Валлония (Ultratop 50)             | 24             |
| Colombia (National-Report)                 | 79             |
| France (SNEP)                              | 105            |
| Германия (GfK)                             | 29             |
| Нидерланды (Dutch Top 40)                  | 5              |
| Нидерланды (Single Top 100)                | 6              |
| New Zealand Hot Singles (RMNZ)             | 28             |
| Польша (Polish Airplay Top 100)            | 30             |
| Португалия (AFP)                           | 95             |
| Romania (Airplay 100)                      | 16             |
| Словакия (Rádio — Top 100)                 | 37             |
| Словакия (Singles Digitál Top 100)         | 52             |
| Швеция (Sverigetopplistan)                 | 99             |
| Швейцария (Schweizer Hitparade)            | 53             |
| США (Billboard Hot Dance/Electronic Songs) | 23             |

| Чарт (2019)                               | Позиция |
| ----------------------------------------- | ------- |
| Belgium (Ultratop Flanders)               | 31      |
| Netherlands (Dutch Top 40)                | 38      |
| Netherlands (Single Top 100)              | 33      |
| Romania (Airplay 100)                     | 94      |
| US Hot Dance/Electronic Songs (Billboard) | 78      |

| Чарт (2020)                 | Позиция |
| --------------------------- | ------- |
| Belgium (Ultratop Flanders) | 86      |
| Romania (Airplay 100)       | 52      |

## Сертификации
| Регион                                                                      | Сертификация  | Продажи |
| --------------------------------------------------------------------------- | ------------- | ------- |
| Бельгия (BEA)                                                               | 2× Платиновый | 40 000  |
| Франция (SNEP)                                                              | Золотой       | 100 000 |
| Германия (BVMI)                                                             | Золотой       | 200 000 |
| Италия (FIMI)                                                               | Золотой       | 35 000  |
| Мексика (AMPROFON)                                                          | Платиновый    | 60 000  |
| Польша (ZPAV)                                                               | Платиновый    | 20 000  |
| Португалия (AFP)                                                            | Золотой       | 5000    |
| Испания (PROMUSICAE)                                                        | Платиновый    | 60 000  |
| Швейцария (IFPI Switzerland)                                                | Золотой       | 10 000  |
| Данные о продажах + прослушиваниях приведены только на основе сертификации. |               |         |